# 横城郡

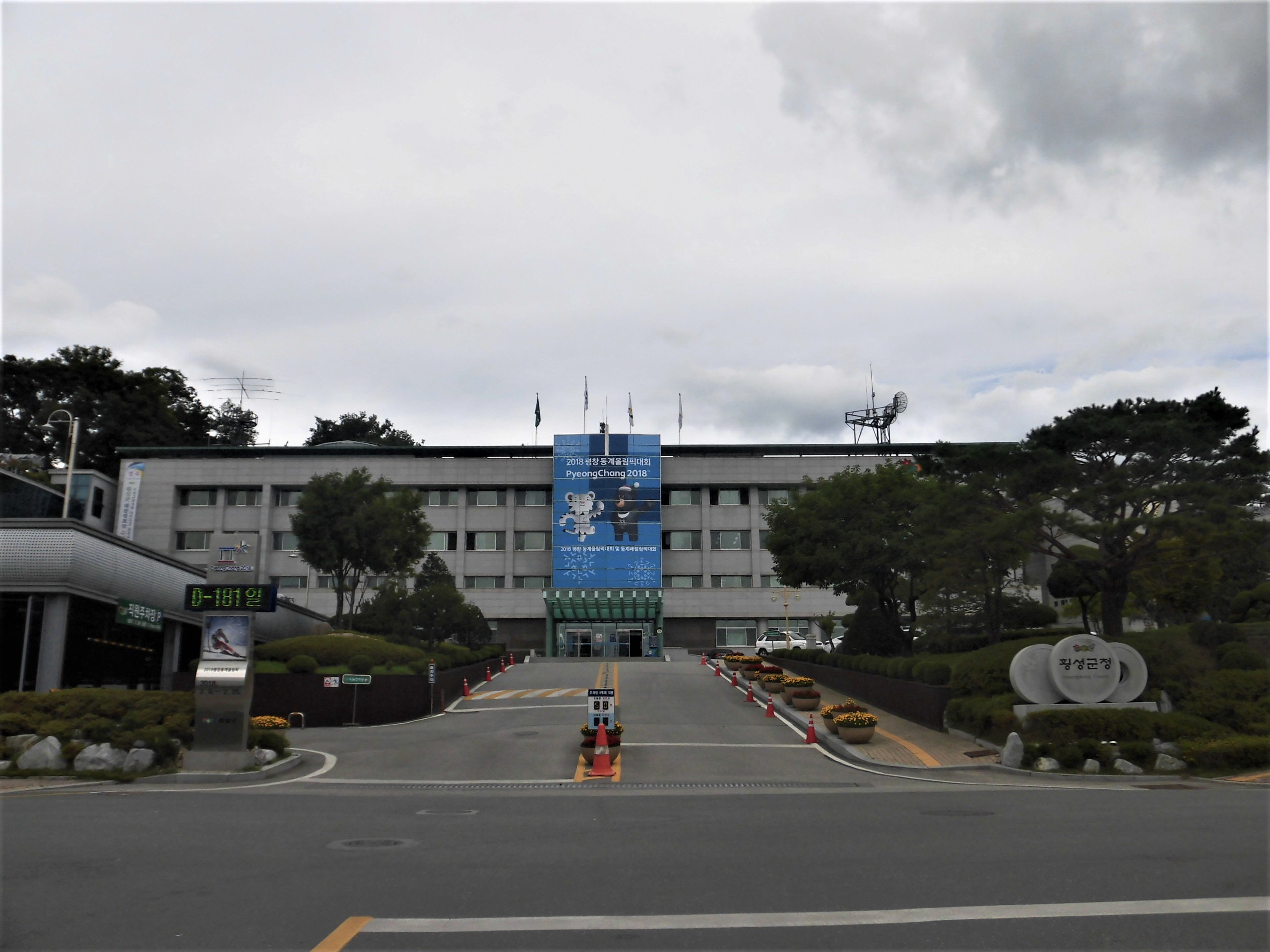
横城郡庁

横城郡（フェンソンぐん）は、大韓民国江原特別自治道の中部にある郡である。郡の西部を京畿道に接している。

## 歴史
高句麗時代には横川県または於斯買と呼ばれた。新羅の時代になって潢川と改称、朔州の領県となったが、高麗になって再び横川と呼ぶようになった。洪川と横川の発音が似ている理由で1413年ごろから横城に改称して、1895年に郡となった。
- 1895年（旧暦）閏5月1日 - 春川府横城郡に改編した。[3]
- 1896年8月4日 - 江原道横城郡に改編した。[4]
- 1914年4月1日 - 郡面併合により、横城郡に以下の面が成立。[5]（8面）
  - 郡内面・隅川面・井谷面・屯内面・甲川面・晴日面・公根面・古毛谷面

| 朝鮮総督府令第111号 |            |                                                                      |
| 旧行政区画 | 新行政区画 | 新行政区画                                                           |
| 横城郡郡内面 | 郡内面     |                                                                      |
| 横城郡青龍面가담리 일부、갈풍리/가담리 일부、곡교리、모평리、묵계리、반곡리、입석리、청룡리、남산리、생운리、조곡리、추동리 | 郡内面     | 가담리、갈풍리、곡교리、모평리、묵계리、반곡리、입석리、청룡리       |
| 横城郡青龍面가담리 일부、갈풍리/가담리 일부、곡교리、모평리、묵계리、반곡리、입석리、청룡리、남산리、생운리、조곡리、추동리 | 隅川面     | 남산리、생운리、조곡리、추동리                                       |
| 横城郡隅川面 | 隅川面     | 두곡리、백달리、법주리、상수남리、오원리、정암리、중수남리、하수남리 |
| 横城郡甲川面 | 甲川面     |                                                                      |
| 横城郡井谷面 | 井谷面     |                                                                      |
| 1914年   | 1914年 | 現在          | 現在 |
| 面       | 里 | 邑・面        | 里 |
| -------- | --- | ------------- | --- |
| 郡内面   | 佳潭里、葛豊里、介田里、曲橋里、橋項里、弓川里、奈之里、馬山里、磨玉里、茅坪里、墨渓里、盤谷里、北川里、昭君里、松田里、永々浦里、玉洞里、邑上里、邑下里、立石里、青龍里             | 横城郡 横城邑 | 佳潭里、葛豊里、介田里、曲橋里、橋項里、弓川里、奈之里、馬山里、磨玉里の一部、茅坪里、墨渓里、盤谷里、北川里、磨玉里の一部、松田里、永々浦里、玉洞里、邑上里、邑下里、立石里、青龍里 |
| 隅川面   | 南山里、生雲里、正庵里、鳥谷里、楸洞里 | 横城郡 横城邑 | 南山里、生雲里、正庵里、鳥谷里、楸洞里 |
| 隅川面   | 杜谷里、白撻里、法周里、上水南里、烏原里、中水南里、下水南里 | 横城郡 隅川面 | 杜谷里、白撻里、法周里、牛項里、烏原里、陽赤里、文岩里 |
| 井谷面   | 上大美院里、中大美院里、下大美院里、上佳佐谷里、下佳佐谷里、上山田里、下山田里、鼎金里、龍屯里、下弓宗里                                                                             | 横城郡 隅川面 | 上大里の一部、上大里の一部、下大里、上下佳里の一部、上下佳里の一部、山田里の一部、山田里の一部、鼎金里、龍屯里、下弓里                                                               |
| 井谷面   | 佳里川里、上安興里、所思里、松寒里、下安興里、池邱里 | 横城郡 安興面 | 佳川里、上安里、所思里、松寒里、安興里、池邱里 |
| 井谷面   | 上弓宗里 | 横城郡 屯内面 | 弓宗里 |
| 甲川面   | 泰岐里 | 横城郡 屯内面 | 泰岐里 |
| 甲川面   | 旧坊里、梅日里、釜洞里、上金台里、中金台里、浦洞里、下金台里、花田里 | 横城郡 甲川面 | 旧坊里、梅日里、釜洞里、上台里、中金里、浦洞里、下台里、花田里 |
| 甲川面   | 楡坪里、甲川里、古時里 | 横城郡 晴日面 | 楡坪里、甲川里、古時里 |
| 晴日面   | 鳳鳴里、粟実里、新垈里、柳洞里、楡坪里、草峴里、春堂里 | 横城郡 晴日面 | 鳳鳴里、粟実里、新垈里、柳洞里、楡坪里、草峴里、春堂里 |
| 晴日面   | 栗洞里、三巨里、筌村里、秋洞里、大官垈里、兵之坊里 | 横城郡 甲川面 | 栗洞里、三巨里、筌村里、秋洞里、大官垈里、兵之坊里 |
| 屯内面   | 斗元里、屯坊内里、馬岩里、霅橋里、石門里、永浪里の一部、右用里、自浦谷里、鳥項里、玄川里、禾洞里                                                                                     | 横城郡 屯内面 | 斗元里、屯坊内里、馬岩里、霅橋里、石門里、永浪里、右用里、自浦谷里、鳥項里、玄川里、禾洞里                                                                                           |
| 屯内面   | 永浪里の一部 | 横城郡 安興面 | 城山里 |
| 公根面   | 白牙谷里、内公根里、徳村里、陶谷里、上葛麻谷里、下葛麻谷里、下土洞里、三培里、上土洞里、上水白里、下水白里、於屯里、梧山里、下蒼峰里、清谷里、上草院里、鶴谷里の一部、鶴潭里、杏亭里 | 横城郡 公根面 | 佳谷里、公根里、徳村里、陶谷里、梅谷里の一部、梅谷里の一部、富蒼里、三培里、上洞里、水白里の一部、水白里の一部、於屯里、梧山里、蒼峰里、清谷里、草院里、新村里、鶴潭里、杏亭里       |
| 公根面   | 鶴谷里の一部 | 横城郡 横城邑 | 鶴谷里 |
| 古毛谷面 | 二里、三里、五里、六里、分一里の一部、分二里 | 横城郡 書院面 | 玉渓里、倉村里、琴垈里、楡峴里、鴨谷里、石花里 |
| 古毛谷面 | 一里、四里、分一里の一部 | 原州市 好楮面 | 山峴里、梅湖里、龍谷里 |

- 1937年（8面）
  - 郡内面が横城面に改称。
  - 井谷面が安興面に改称。
  - 古毛谷面が書院面に改称。
- 1963年1月1日 - 寧越郡水周面講林里・釜谷里・月峴里が安興面に編入。[7]（8面）
- 1973年7月1日 - 洪川郡および本郡内の邑・面との間での境界変更を実施。[8]（8面）
  - 洪川郡南面上蒼峯里が公根面に編入。
  - 隅川面鳥谷里・生雲里・南山里及び公根面鶴谷里の一部が横城面に編入。
  - 安興面下弓里・鼎金里・龍屯里・上下佳里・上大里・下大里・山田里が隅川面に編入。
  - 安興面弓宗里、甲川面泰岐里および新垈里の一部が屯内面に編入。
  - 晴日面栗洞里・三巨里・荃村里・秋洞里・大官垈里・兵之坊里が甲川面に編入。
  - 甲川面楡坪里・甲川里・古時里および新垈里の一部が晴日面に編入。
  - 屯内面永浪里の一部が安興面城山里に編入。
- 1979年5月1日 - 横城面が横城邑に昇格。[9]（1邑7面）
- 1983年2月15日 - 原城郡および本郡内の邑・面との間での境界変更を実施。[10]（1邑7面）
  - 書院面梅湖里・山峴里および鴨谷里の一部が原城郡好楮面に編入。
  - 隅川面楸洞里・正庵里が横城邑に編入。
- 1989年4月1日 - 安興面講林出張所（講林里・釜谷里・月峴里を管轄）が講林面に昇格。[11]（1邑8面）
- 2000年1月12日 - 甲川面釜洞里が三巨里に編入。[12]（1邑8面）

## 観光
- 横城韓牛祭り(횡성한우축제)
  - 毎年10月上旬に行われる横城韓牛のイベント。無料試食会や農村体験等を行っている。
- 屯内星宇リゾート
  - 20コースを有するスキー場をはじめ、2,000人収容のホテルや温水プール、ボウリング場などが整備されている一大リゾート施設。また、2009年にはスノーボード世界選手権大会の会場にもなっている。
- 宗家キムチ工場
  - 従業員３００名のキムチ工場で、厳選された材料のみを使用し、手作りの伝統的な工法で作られている。日本、中国、ヨーロッパ等の海外にも輸出している。１９年連続韓国内販売実績１位を誇っている。
- 横城温泉
  - 温泉から湖畔の眺められる場所に位置し、黄土サウナや玉露サウナ、マッサージ風呂などもある、こぢんまりした雰囲気の温泉。甲川面に位置する。

## 下位行政単位

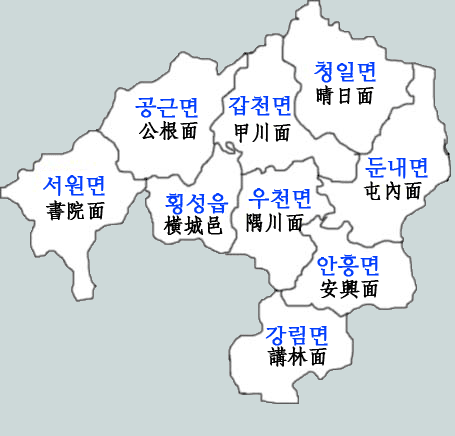
行政区域図

| 邑・面 | 法定里 |
| ------ | --- |
| 横城邑 | 邑上里、邑下里、北川里、奈之里、磨玉里、松田里、弓川里、玉洞里、永々浦里、介田里、馬山里、鳥谷里、生雲里、南山里、橋項里、立石里、青龍里、墨渓里、曲橋里、茅坪里、盤谷里、葛豊里、鶴谷里、佳潭里、楸洞里、正庵里 |
| 隅川面 | 杜谷里、龍屯里、山田里、上下佳里、鼎金里、下弓里、上大里、下大里、烏原里、白撻里、牛項里、陽赤里、法周里、文岩里                                                                                                 |
| 安興面 | 安興里、佳川里、松寒里、上安里、池邱里、所思里、城山里 |
| 講林面 | 講林里、釜谷里、月峴里 |
| 屯内面 | 玄川里、屯坊内里、永浪里、鳥項里、右用里、斗元里、自浦谷里、石門里、霅橋里、馬岩里、禾洞里、弓宗里、泰岐里 |
| 甲川面 | 中金里、釜洞里、花田里、旧坊里、浦洞里、梅日里、下台里、上台里、栗洞里、三巨里、筌村里、秋洞里、大官垈里、兵之坊里                                                                                               |
| 晴日面 | 鳳鳴里、粟実里、春堂里、柳洞里、草峴里、楡坪里、甲川里、古時里、新垈里 |
| 公根面 | 上洞里、富蒼里、於屯里、公根里、佳谷里、三培里、清谷里、杏亭里、上蒼峰里、蒼峰里、陶谷里、草院里、鶴潭里、梅谷里、梧山里、水白里、徳村里、新村里                                                                 |
| 書院面 | 倉村里、鴨谷里、玉渓里、石花里、楡峴里、琴垈里 |

## 行政

### 警察
- 横城警察署

### 消防
- 横城消防署

## 交通

### 高速道路
- 中央高速道路
  - 横城インターチェンジ
- 嶺東高速道路
  - セマルインターチェンジ - 横城サービスエリア - 屯内インターチェンジ

### 高速バス
- 横城市外バスターミナルより東ソウルバスターミナルへ1日7便、釜山へ1日11便、大邱と大田へそれぞれ1日15便運行している。

### 空港
- 原州空港：ターミナルビルが横城郡横城邑曲橋里に位置し、時刻表では「原州／横城」と表記されている。

### 鉄道
- 京江線
  - 横城駅 - 屯内駅

## 姉妹都市

### 国内
- 瑞草区（ソウル特別市）
  - 1997年9月1日
- 衿川区（ソウル特別市）
  - 2008年5月22日

### 国外
- 八頭町（鳥取県）
  - 2005年10月19日締結
- 臨海市（浙江省台州市）
  - 2005年11月6日締結
- 掛川市（静岡県）
  - 2011年11月25日締結

## 出身著名人
- キム・ヒチョル（SUPER JUNIOR）